# Croitana arenaria
Croitana arenaria is een vlinder uit de familie van de dikkopjes (Hesperiidae). De wetenschappelijke naam van de soort is voor het eerst geldig gepubliceerd in 1979 door William Henry Edwards.